# Coupe Spengler 1945
Navigation
Édition précédente Édition suivante
La Coupe Spengler 1945 est la 21e édition de la Coupe Spengler. Elle se déroule en décembre 1945 à Davos, en Suisse.
Cette édition (la première après la fin de la Seconde Guerre mondiale) marque le retour des équipes non-suisses, représentées par le LTC Prague.

## Règlement du tournoi
Les équipes sont regroupés au sein d'un seul groupe. Les équipes jouent un match contre chacune des autres équipes. Le premier de la poule est déclaré vainqueur de la Coupe Spengler.

## Résultats des matchs et classement
| 29 décembre | Zürcher SC | 3-2 (1-0, 1-2, 1-0) | HC Davos |  |

| 29 décembre | Montchoisi HC | 0-3 (0-0, 0-3, 0-0) | LTC Prague |  |

| 30 décembre | Zürcher SC | 3-2 (pr) (1-0, 1-1, 0-1, 0-0, 0-0, 1-0) | LTC Prague |  |

| 30 décembre | Montchoisi HC | 0-2 (0-1, 0-0, 0-1) | HC Davos |  |

| 31 décembre | Zürcher SC | 4-3 (0-0, 2-0, 2-3) | Montchoisi HC |  |

| 31 décembre | HC Davos | 3-2 (1-0, 1-1, 1-1) | LTC Prague |  |

| Clt   | Équipe        | PJ | V | D | N | BP | BC | Pts |
| ----- | ------------- | -- | - | - | - | -- | -- | --- |
| +001, | Zürcher SC    | 3  | 3 | 0 | 0 | 10 | 7  | 6   |
| +002, | HC Davos      | 3  | 2 | 1 | 0 | 7  | 5  | 4   |
| +003, | LTC Prague    | 3  | 1 | 2 | 0 | 7  | 6  | 2   |
| +004, | Montchoisi HC | 3  | 0 | 3 | 0 | 3  | 9  | 0   |

- Vainqueur de la compétition